# 掛川市美感ホール
掛川市美感ホール（かけがわしびかんホール）は掛川市亀の甲にある生涯学習施設。

## 概要
定員約270席の小規模コンサート用ホールである。主にピアノ発表会や、演奏会に用いられる。
- ホール - 座席数270人[1]。
- 会議室兼リハーサル室2室[1]
- 展示場

## 交通アクセス
- JR東海道本線 掛川駅より徒歩5分[1]。
- 東名高速道路掛川インターチェンジより車で5分。
- 駐車場無し[1]

## その他
- 開館時間: 9:00–21:30[2]
- 休館日: 月曜日、年末年始[2]